# Юлій Полідевк
Юлій Полідевк (грец. Ιούλιος Πολυδεύκης або Поллукс — II століття) — відомий лексикограф та софіст часів імператорів Марка Аврелія та Коммода.

## Життєпис
Народився у місті Навкратіс (Єгипет). Навчався в Александрії Єгипетській та Афінах. Його вчителем був відомий красномовець та софіст Адріан. Після цього сам Юлій викладав в Афінській школі. Був вихователем імператора Коммода.
Юлій Полідевк — автор декількох робіт з лексики, риторики. Втім до тепер збереглася лише одна його праця «Ономастикон». Це своєрідний словник (збірка) знань з різних тем, охоплює велику кількість наук та відомостей про людину, музику, танці, театр, богів, полювання, судоустрою, адміністрації та керування та ін. Всього Ономастикон складається з 10 книг. Написані грецькою мовою. Це важливе джерело для розуміння та вивчення античної культури. Деякий вчас були втрачені — лише у 1502 році були надруковані у Венеції в перекладі латиною.

## Ономастикон
«Ономастикон» є лексиконом — енциклопедією в 10 книгах, укладеною за предметним принципом, із залученням елементів риторики.
Лексикон містить короткі тлумачення слів, багато цитат із більш ранніх авторів: Аристофана Візантійського, Ератосфена, Памфіла й інших, відомості з різних сфер життя, а також 52 вирази, що служать для вихваляння правителів, і 33 вирази для лайок на адресу збирачів податків.
Схема класифікації, що розроблена Юлієм Полідевком:
1. Боги. Місця культу, вівтарі й храми. Створення й руйнування. Жерці. Провидці й мистецтво провидіння. Благочестиві й безбожники. Монархи, купці, ремісники. Дім, корабель. Погода. Армія. Коні й мистецтво верхової їзди. Свійські тварини. Сільське господарство, плуг, засоби переміщення, бджоли.
2. Людина. Вікові відмінності. Народження людини. Частини тіла.
3. Стать. Споріднення. Шлюб. Діти. Друзі. Добродії й раби. Будівельна справа. Географічне положення. Подорож. Сум, радість.
4. Освіта: граматика й риторика. Філософи й софісти. Поети й музиканти. Музичні інструменти. Танці, театр. Астрономія. Медицина й хвороби.
5. Полювання. Собаки. Тварини, на яких полюють. Жіночі прикраси. Мужність, страх. Фармацевтична справа. Молитва. Слава.
6. Гості. Вино й продукти. Їжа. Застільна бесіда.
7. Ринок. Купівля й продаж. Торговці. Товари. Гроші.
8. Суд. Суддя. Процеси. Покарання. Донощик.
9. Адміністративний поділ. Місто. Громадські будівлі. Ігри дітей і дорослих.
10. Начиння.

Кожна книга починається з вихваляння імператора Коммода.
«Ономастикон» був уперше опублікований в 1502 році в Венеції у латинському перекладі.